# Крылов, Никита Кондратьевич
Никита Кондратьевич Крылов (до 1792 — до 1873 года) — пермский купец первой гильдии, потомственный почетный гражданин, коммерции советник.

## Биография
Родился в Саратове в 1791 или 1792 годах. В Перми владел салотопенным заводом на реке Данилихе, имел золотые прииски в Минусинском уезде Енисейской губернии, занимался подрядами на строительстве.

## Семья
Сын — Порфирий Никитич Крылов, русский ботаник, флорист.

## Адреса в Перми

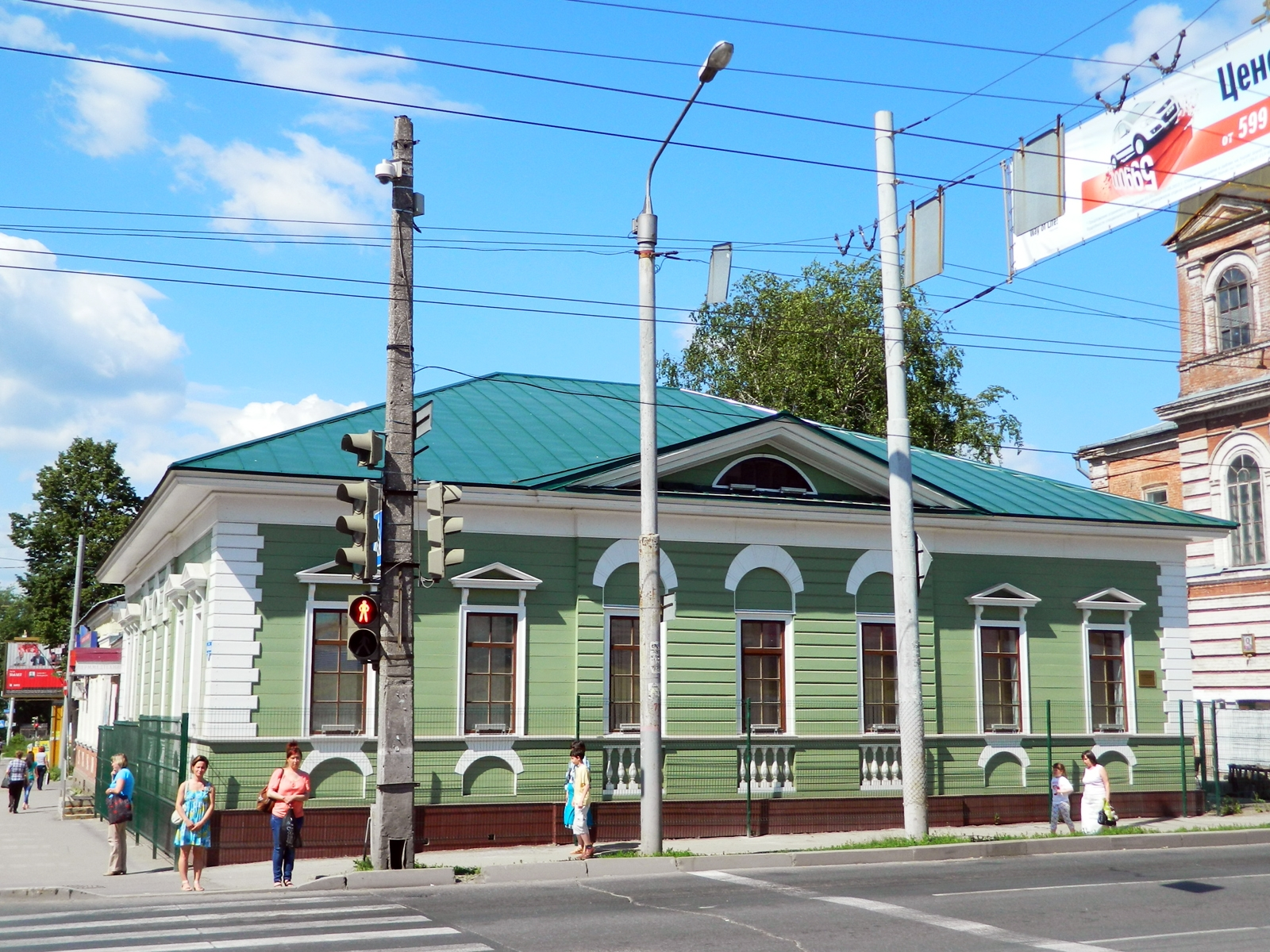

- Одноэтажный дом с мезонином на перекрестке Красноуфимской и Большой Ямской. Построен в 1827 году по проекту архитектора Свиязева[2].
- трехэтажный дом на углу Красноуфимской (Куйбышева) и Вознесенской. Построен в конце 19-го века[9].